# Givi
Die GIVI S.p.a. [ˈd͡ʒiːvi] ist ein italienischer Hersteller von Zubehör für Motorräder und Motorroller. Der Firmenname ist eine Abkürzung von Vor- und Nachnamen des Firmengründers und ehemaligen Motorradrennfahrers Giuseppe Visenzi [d͡ʒuˈzɛp.pe viˈzɛn.t͡si]. Der Unternehmenssitz befindet sich im lombardischen Flero bei Brescia.

## Geschichte
GIVI wurde 1978 von Giuseppe Visenzi (* 22. Januar 1941 in Brescia) gegründet. Das erste Produkt waren verchromte Motorschutzbügel.
Visenzi begann seine Rennsportkarriere 1959 mit einer Laverda 100, die er bald durch eine F.B Mondial 125 ersetzte, mit der er im selben Jahr sein erstes Rennen, die Bergrennstrecke Castell’Arquato–Vernasca, gewann. 1961 stieg er auf eine Ducati 125 um, mit der er 1960 sein Debüt in der Weltmeisterschaft gab. In der Saison 1962 holte er seinen ersten Punkt (6. beim Grand-Prix von Belgien). Für die Saison 1963 kaufte Visenzi eine Honda 125, dann zum Start in der 350-cm³-Klasse eine Aermacchi Ala d’Oro. Ende der 60er Jahre fuhr er auf Montesa 125, auf Bultaco TSS 250 und schließlich auf Yamaha 250 und 350. Mit Letzteren wurde er 1964 und 1967 Zweiter in der italienischen Meisterschaft in der 125-cm³-Klasse, Zweiter in der italienischen Meisterschaft von 1970 in der 250-cm³-Klasse und Zweiter in der italienischen Meisterschaft von 1967 in der 350-cm³-Klasse.
Visenzis beste Saison in der Straßenweltmeisterschaft war 1969, als er dank zweier Podiumsplätze (Spanien und Finnland) Dritter in der 350-cm³-Gesamtwertung wurde. Nach seinem Rücktritt am Ende der Saison 1970 widmete er sich unternehmerischen Tätigkeiten.
Heute beschäftigt das Unternehmen nach eigenen Angaben weltweit fast 500 Mitarbeitende.

## Sortiment
Stand 2024 umfasst das Sortiment Koffer und Taschen, Helme, Windschilder, Spoiler und sonstige aerodynamische Schutzvorrichtungen, Protektoren für die mechanischen Motorradteile, Smartphone-Halterungen sowie diverses Sicherheits- und Komfortzubehör.